# 安德烈·别洛夫
安德烈·伊万诺维奇·别洛夫（俄語：Андрей Иванович Белов，1917年8月19日—2001年11月29日）是苏联军事人物，通信兵元帅（1973年）。

## 生平
1917年生于普斯科夫。1938年参加苏联红军。1940年毕业于军事电工技术学院，后担任坦克旅通信技术器材工程师。1941年加入苏联共产党。苏德战争期间担任部队机械化军通信兵主任。1945年任远东第1方面军机械化军通信兵主任。战后历任兵团通信主任、军事通信学院主任教员、教研室主任和系主任。1960年任战略火箭军通信兵主任。1968年任苏联国防部通信兵第一副司令。1970年任苏联国防部通信兵司令，1973年11月5日晋升为通信兵元帅军衔。1977年任苏军副总参谋长兼通信部部长。1987年进国防部总监组。1992年退役。
2001年11月29日在莫斯科去世，安葬于特罗耶库罗夫公墓。